# Louis Hennepin
El pare Louis Hennepin, batejat com Antoine (12 de maig de 1626 (o 1640 ?)– c. 1705) va ser un sacerdot i missioner catòlic, de l'ordre dels Frares Menors Recol·lectes.
Fou molt impontant per la seva activitat d'exploració, descobriment i publicació de varis indrets dels Estats Units i del Canadà, especialment de les cascades del Niágara i de les Cascades de Sant Antoni, on avui és la ciutat de Minneapolis.
Hennepin va néixer a Ath, als Països Baixos espanyols. En 1659 Béthune, la ciutat on vivia, va ser capturada per l'exèrcit de Lluís XIV, i Hennepin va esdevenir súbdit francès. A petició de Lluís XIV, l'any 1675 els Frares Menors Recol·lectes van enviar quatre missioners, entre ells Hennepin, a la Nova França. Hennepin tindria 35 anys quan va marxar.
Des de l'any 1676, el pare Hennepin era a Quebec com a missioner, viatjant pels voltants i aprenent els idiomes nadius. L'any 1678 René Robert Cavelier de La Salle va emprendre una expedició amb varis homes per a colonitzar noves terres, i va demanar que el pare Hennepin i dos companys de la seva ordre l'acompanyessin. La Salle va ordenar un grup avançat, comandat pel capità La Motte i per Hennepin, amb quinze homes i subministraments en Le Pitton, una embarcació de deu tones. Aquesta expedició va partir de Fort Frontenac el 18 de setembre de 1678, i vint-i-un dies més tard va arribar a les Cascades del Niàgara.
La resta de l'expedició de la Salle va arribar al riu Niàgara el 6 de desembre de 1678. Durant l'hivern, La Salle va fer construir el vaixell Le Griffon, per tal de navegar a través dels Grans Llacs i explorar l'oest de la Nova França. Van partir el 7 d'agost de 1679, essent el primer vaixell que va navegar a través dels llacs Erie, Huron i Michigan. Van arribar fins una illa a Green Bay (Llac Michigan), on van comerciar amb els indis, recollint uns 5.400 kgs. de pells. La Salle va enviar Le Griffon de tornada i es va quedar amb 4 canoes per tal d'explorar la capçalera del Llac Michigan, arribant a St. Ignace, als estrets de Mackinac, fins una missió fundada pel jesuïta Jacques Marquette.
Degut a la deserció de molts homes La Salle va decidir retornar al Niàgara, però Hennepin, amb dos companys: Michel Accault i Antoine Auguel, l'any 1680 van baixar pel riu Illinois fins a assolir el riu Mississipi, que van remuntar fins al lloc on avui dia hi ha la ciutat de Minneapolis. Allí van trobar les Cascades de Sant Antoni, que Hannepin va batejar com «Saut Saint Antoine».
Capturats l'onze d'abril de 1680 per indis sioux, foren alliberats el juliol mercès a la gestió de Daniel Greysolon, sieur du Lhut, i Hennepin va retornar al Quebec, tot i que hi ha diverses versions sobre aquest regrés. L'any 1681 va tornar a França, però no li va ésser permès viatjar novament a la Nova França.

## Obres de Louis Hennepin

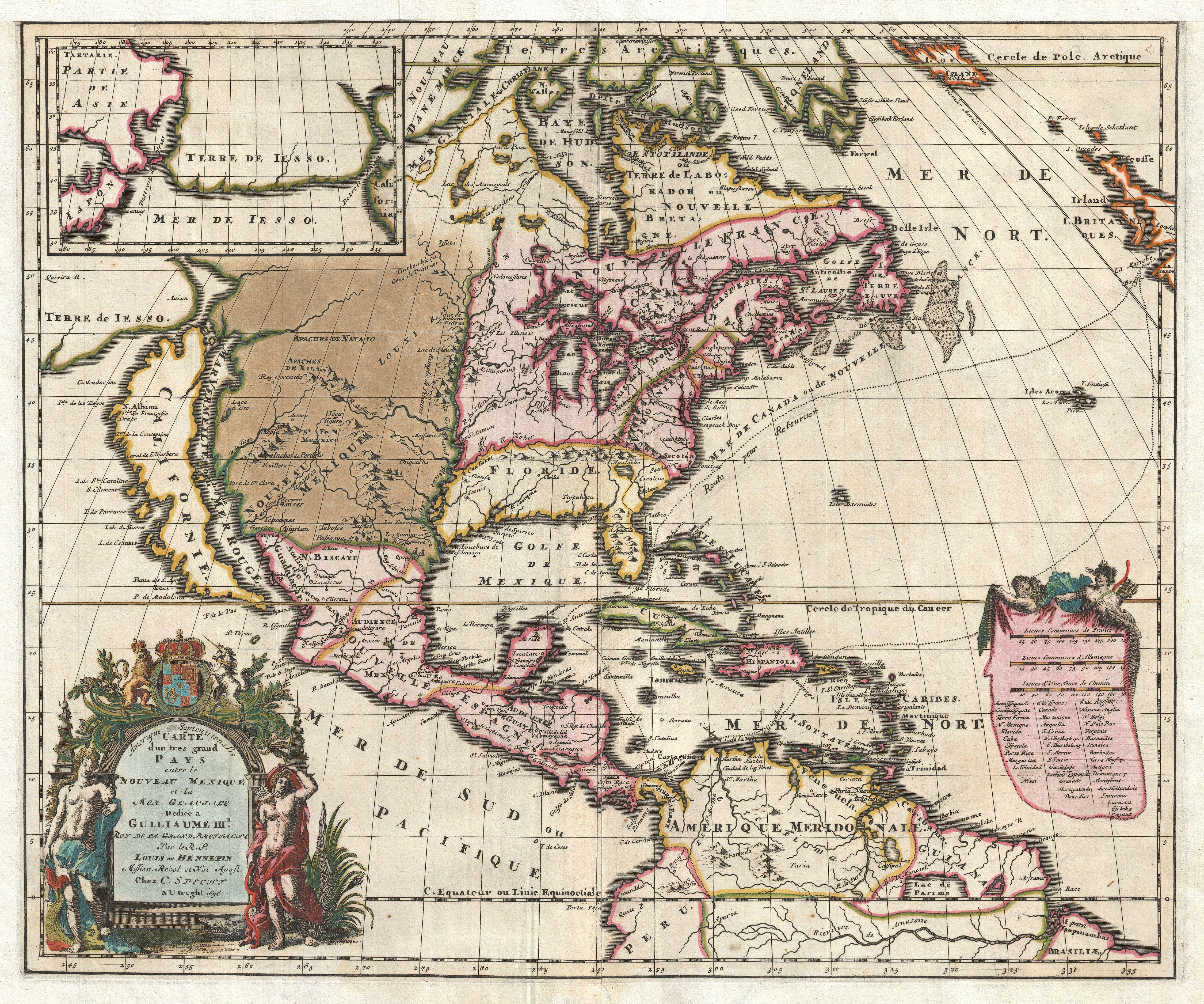
Hennepin, Map of North America, 1698

- Description de la Louisiane (Paris, 1683).[4]
- Nouvelle découverte d'un très grand pays situé dans l'Amérique entre le Nouveau-Mexique et la mer glaciale (Utrecht, 1697).[5]
- Nouveau voyage d'un pays plus grand que l'Europe (Utrecht, 1698).[6]
- A New Discovery of a Vast Country in Voyage America, en dos volums. (Londres, 1698)[7]

La veritat de bona part dels relats de Hennepin ha estat qüestionada o negada per historiadors com Francis Parkman. Però, segons la Catholic Encyclopedia:
"Hennepin has been denounced by many historians and historical critics as an arrant falsifier. Certain writers have sought to repel this charge by claiming that the erroneous statements are in fact interpolations by other persons. The weight of the evidence is however adverse to such a theory." 

(Hennepin ha estat denunciat per diversos historiadors i crítics de la História com un astut falsificador. Alguns escriptors han tractar de rebutjar aquesta acusació, afirmant que les declaracions errònies rauen en les interpolacions d'altres persones. El pes de l'evidència, tanmateix contradiu aquesta teoría.) Catholic Encyclopedia, 1913